# Делмарва
38°30′00″ пн. ш. 75°40′00″ зх. д. / 38.5° пн. ш. 75.666666666667° зх. д.
Делмарва — півострів на східному узбережжі Сполучених Штатів, займає переважну більшість території штату Делавер і деяких частин районів східного узбережжя штатів Меріленд і Вірджинія. Довжина півострова — 274 км. У ширину вона варіюється від 113 миль поблизу його центру, до 12 миль (19 км) біля перешийка на північному краю і до меншого біля південного краю мису Сент-Чарльз. Півострів межує із затокою Чесапік, річкою Делавер Делаверської затоки на заході, і Атлантичним океаном на сході.

## Етимологія
У старих джерелах[яких?] півострів між Делаверською затокою і затокою Чесапік називали по-різному.
Топонім Делмарва є поєднанням назви трьох штатів, на яких знаходиться півострів: «Дел» — від назви штату Делавер, «Мар» — від назви штату Меріленд, «Ва» — від назви штату Вірджинія.

## Географія
У північній точці півострова проходить умовна географічна лінія, яка відокремлює кристалічні породи П'ємонту від відкладів Прибережної рівнини. Ця лінія проходить уздовж Ньюарку, Делаверу та Вілмінгтону. Північний перешийок півострова обперезаний Чесапікською і Делаверською затокою. Затоку перетинають кілька мостів.
Місто Довер штату Делавер є найбільшим містом півострова за кількістю населення. Згідно з переписом 2000 року, загальна чисельність населення півострова становила 681 030, а середня густота населення — 124,86 жителя на квадратну милю (48,21 особи/км2).
Мис Чарльз є південною точкою півострова у штаті Вірджинія.
Весь півострів Делмарва розміщений на Атлантичній прибережній рівнині, рівній і піщаній території з дуже малою кількістю пагорбів або зовсім без них. Найвища точка півострова — лише 31 метр над рівнем моря.

## Культура
Культура Делмарви суттєво відрізняється від решти регіону Середнього Атлантичного океану і дуже нагадує культуру півдня США. У той час як північна частина Делмарви (Вілмінгтон) подібна до міських районів Філадельфії, округи Меріленду та Вірджинії є більш консервативними.
Делмарва розвивається завдяки сільському господарству та промисловому рибальству. Більша частина земель сільськогосподарські за призначенням, з кількома великими населеними пунктами, хоча туризм також є важливою частиною регіону.

## Економіка
Півострів був головним місцем для вирощування овочів протягом XIX — початку XX століть. Східний берег також відомий своїми птахофабриками, найвідоміша з яких — ферма Пердью, розташована в Солсбері.
Туризм є головною галуззю економіки півострова, оскільки пляжі Рехобот, штат Делавер, Оушн-Сіті, штат Меріленд, та національний морський берег острова Ассатег, штат Вірджинія, є популярними туристичними напрямками.

## Транспорт
На півострові є невеликі аеропорти з невеликою кількістю комерційних перевізників. До його аеропортів належать аеропорт Вілмінгтон на південний захід від Вілмінгтона, штат Делавер, регіональний аеропорт Солсбері на південний схід від Солсбері, штат Меріленд, і база повітряних сил Доверу на південний схід від Доверу, штату Делавер.
До основних шосе з півночі на південь входять 9, 13, 50 та 301. Автомобільні дороги пролягають через міст на західній стороні півострова.